# Bánh bèo

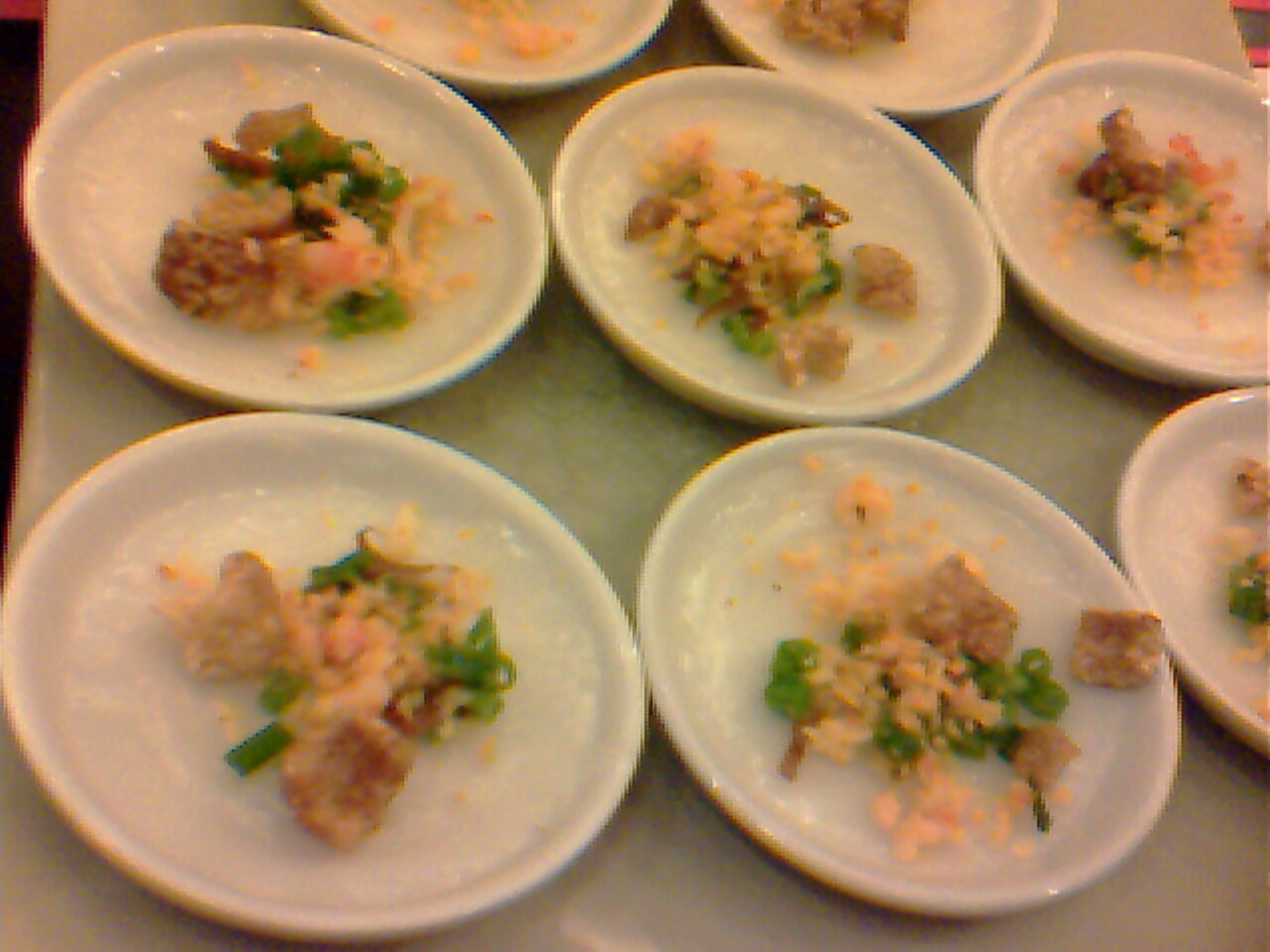
Bánh bèo chén

Bánh bèo là một món bánh xuất thân từ Cố Đô Huế rất thịnh hành ở miền Trung, ngoài ra cũng phổ biến ở miền Nam Việt Nam. Bánh bèo đã trở thành một nét đẹp trong văn hóa ẩm thực của người dân Việt Nam từ bao đời nay. Tên bánh bèo có thể xuất phát từ hình dạng của nó: giống như cái lá của cây bèo.
Bánh bèo là sự kết hợp của 3 yếu tố chính đó là bánh làm từ bột gạo, nhân để rắc lên bánh làm bằng tôm xay nhuyễn, và nước chấm. Nước chấm bánh bèo là một hỗn hợp với thành phần chính là nước mắm và thường đổ trực tiếp vào bánh chứ không cần chấm. Món bánh bèo trở nên hấp dẫn và có mùi vị hơn khi thêm mỡ hành, đậu phộng rang giã nhỏ. Tuỳ theo địa phương mà có những cách thêm bớt khác nhau cho món bánh này, ví dụ ở Sài Gòn thường bỏ đậu xanh, đồ chua, lại cho ăn kèm bánh đúc, bánh ít, bánh bột lọc.
Ở miền Trung, bánh bèo thường được phân ra làm hai loại là bánh bèo Quảng Nam và bánh bèo Huế. Bánh bèo Quảng Nam thường là bánh to, dày, ăn với nhân là bột nấu nhão gồm có thịt, tôm băm, hẹ, khi ăn bỏ thêm ít hành phi, ớt băm. Bánh bèo Huế có khác chút ít, bánh mỏng hơn, có bột tôm sấy, khi ăn kèm theo da heo chiên giòn. Bánh bèo miền Trung đa phần đúc bằng chén (bánh bèo chén). Sang tới miền Nam thì bánh bèo có nhiều kiểu cách khác nhau, nhưng thường là ăn chung với nhiều loại bánh cũng như gia vị khác, làm cho hương vị đặc trưng của bánh bèo mất đi phần nào.
Ở miền Nam, bánh bèo biến thể thành bánh bèo ngọt. Trong chế biến người ta trộn nước đường (thường là đường vàng hòa tan vô nước rồi nấu sôi lên để nguội) vào bột gạo, có thêm lá dứa cho thơm. Nhân bánh thường là đậu xanh nấu tán nhuyễn và bánh bèo ngọt miền Nam ăn với nước cốt dừa. Đây là một món bánh ăn vặt rẻ tiền, ngon và là ký ức tuổi thơ của người miền Nam.

## Các biến thể
Theo hình dạng, có thể phân ra làm hai loại là bánh bèo chén và bánh bèo nhỏ. Bánh bèo chén đúc bằng chén, bề ngoài to dày, thường thấy ở miền Trung; đặc biệt, tại Quảng Trị làm bánh bèo chén rất dày, cắn vào sừng sực mới chịu. Bánh bèo nhỏ đúc bằng vỉ nhôm, bề ngoài cái bánh thường nhỏ và mỏng, khi ăn trình bày nhiều cái ra dĩa.
Theo địa phương thì có thể phân ra làm nhiều loại:
- Bánh bèo Hải Phòng (rất khác biệt với hầu hết các loại bánh bèo miền Trung cả về cách chế biến và cách thưởng thức)
- Bánh bèo Quảng Trị
- Bánh bèo Huế
- Bánh bèo Quảng Nam
- Bánh bèo Quảng Ngãi
- Bánh bèo Hội An ( còn gọi là bánh bèo phố cổ)
- Bánh bèo Sài Gòn
- Bánh bèo Bình Dương (còn gọi là bánh bèo bì vì bánh bèo ở đây thường được chế biến có thêm bì thịt)
- Bánh bèo chợ Thủ (An Giang)
- Bánh bèo Đà Nẵng

### Bánh bèo Hải Phòng
Bánh bèo chế biến theo phong cách ẩm thực Hải Phòng là một trong những món "ăn vặt" hay món ăn đường phố phổ biến nhất tại Hải Phòng. Về mức độ phổ biến trong những món ăn đường phố tại Hải Phòng thì nó cũng ngang ngửa món bánh mì cay. Món ăn này dù có cùng tên gọi nhưng cách thức chế biến rất khác loại bánh vẫn thường thấy ở xứ Huế và các tỉnh thành khác tại miền Trung Việt Nam. Bánh bèo kiểu Hải Phòng được xem là sự kết hợp hài hòa từ các thành phần bột gạo, hành phi, mộc nhĩ, thịt lợn để làm nhân bánh (rồi đổ vào khuôn lá chuối gấp hình chiếc thuyền nhỏ để hấp cách thủy) và nước chấm chua ngọt được chế biến từ xương lợn ninh. Một điều đặc biệt trong cách sử dụng nước mắm của nhiều người Hải Phòng là thường đun nóng cùng với nước ninh (hầm) xương lợn để pha chế nước chấm cho một số món như bánh bèo hoặc bánh cuốn kiểu Hải Phòng chẳng hạn, trong khi đó ở nhiều tỉnh thành thường không dùng nước ninh xương lợn chế cùng mà chỉ cần pha nguội nước mắm cốt cho loãng bớt rồi cho thêm một số thành phần quen thuộc vào như giấm, tỏi, ớt, đường...

## Trong dân gian
Trong dân gian có lưu truyền nhiều bài ca dao, tục ngữ liên quan tới bánh bèo:
Ai ham trồng kiểng thì mê bánh bông lan
Còn như bánh tráng thì để hàng trai tơ
Ai mà hảo ngọt thì ăn bánh cam,
Ai mà nhát gan thì sợ bánh tét
Chỉ mấy ả giang hồ bánh bèo đớp sạch
Con quạ nó đứng chuồng heo
Nó kêu: bớ má, bánh bèo chín chưa ?
Ngoài ra còn có những bài đồng dao ngộ nghĩnh toàn chữ "b" về "Bà Ba béo", bán bánh bèo: 
Bà Ba béo
bán bánh bèo
bên bờ biển
bị bom bi
bắn bảy bận
hay 
Bà Ba béo
bán bánh bèo
bên bờ biển
bị bộ binh
bắt bỏ bốt...